# Црква Светог великомученика Георгија у Лукаревцу
Црква Светог великомученика Георгија је православна црква брвнара у месту Лукаревац, жупанија Тимиш, Румунија. Припада Епархији темишварској Српске православне цркве. Ово је најстарија сеоска српска православна црква на територији данашње Румуније. Једина је сачувана црква брвнара Епархије темишварске и историјски је споменик Румуније.

## Историја
Настанак цркве се према предању везује за породицу Радић, која је материјално помогла њену изградњу, добивши заузврат сагласност мештана да се могу чланови породице сахрањивати у цркви. У данашњем облику црква је подигнута пре 1744. године, највероватније на месту старе брвнаре из 15. века. До 1947. била је покривена шиндром, а тада је дотрајала шиндра замењена на крову црепом а на торњу лимом. Последња обнова извршена је 2023. године. Стављене су нове кладе, гредице, стубови, шиндра, покривач, као и под. Цркву је 23. априла 2023. осветио епископ будимски и администратор темишварски Лукијан уз присуство  свештенства и народа из места и околине.

## Архитектура
Лукаревачка црква је углавном сачувала свој изглед из 18. века. Дуга је око 12 метра, широка 5 м и висока 3 м, са двоја врата, пет малих прозора и торњем од дасака. Олтарска апсида је полигонална, али се по неправилности израде полигона може једино поредити са олтаром манастира Кусић. Наспрам јужне певнице је бочна апсида, док је на северној страни нема, због чега се облик цркве колеба између крста и лађе. Олтарска преграда је од дасака на које је са стране наоса нанет слој малтера. Царске двери су столарске израде, украшене зографском иконом Благовести из 18. века. Олтар и наос су засвођени, а над пронаосом одвојеним повисоком зиданом преградом, стоји доксат за потребе хора.
Приликом повремених оправки цркве, мештани су наилазили на делове зидном живописа, који је касније прекривен кречом. У унутрашњости цркве су позната три гроба, два у наосу и један у пронаосу, за која се верује да су гробови Радића.